# Bréhain
Pour les articles homonymes, voir Bréhain-la-Ville et Château-Bréhain.
Bréhain est une commune française située dans le département de la Moselle, en région Grand Est. Bréhain fait partie des 128 communes rurales de l’arrondissement de Château-Salins, ces mêmes communes se sont regroupées dans la communauté de communes du Saulnois.

## Géographie
La commune est située dans le Saulnois, au sud du département de la Moselle, à proximité de la source de la Nied française, à l’affleurement d’un banc de « dolomie en dalles », calcaire gris friable à l’air libre.
Jusqu'au XVIIe siècle, de nombreux étangs couvraient tous les fonds entourant le village jusqu'aux premières maisons.

### Hydrographie
La commune est située dans le bassin versant du Rhin au sein du bassin Rhin-Meuse. Elle est drainée par la Nied et le ruisseau de St-Vendelin.
La Nied, d'une longueur totale de 96,7 km, prend sa source dans la commune de Marthille, traverse 47 communes françaises, puis poursuit son cours en Allemagne où elle se jette dans la Sarre.

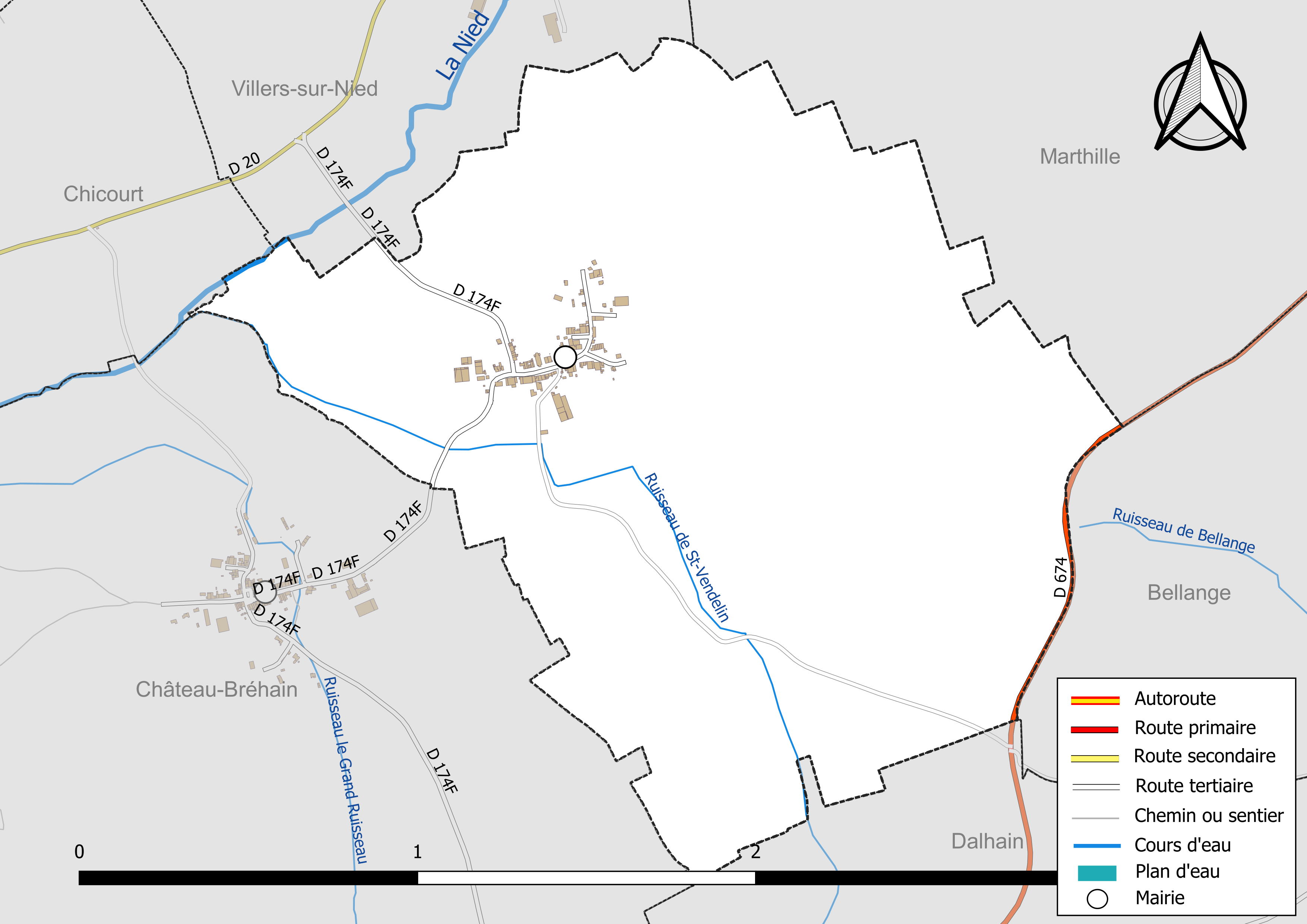
Réseaux hydrographique et routier de Bréhain.

La qualité des eaux des principaux cours d'eau de la commune, notamment de la Nied, peut être consultée sur un site spécial géré par les agences de l'eau et l'Agence française pour la biodiversité.

### Climat
Pour des articles plus généraux, voir Climat du Grand Est et Climat de la Moselle.
En 2010, le climat de la commune est de type climat des marges montargnardes, selon une étude du Centre national de la recherche scientifique s'appuyant sur une série de données couvrant la période 1971-2000. En 2020, Météo-France publie une typologie des climats de la France métropolitaine dans laquelle la commune est exposée à un climat semi-continental et est dans la région climatique  Lorraine, plateau de Langres, Morvan, caractérisée par un hiver rude (1,5 °C), des vents modérés et des brouillards fréquents en automne et hiver. 
Pour la période 1971-2000, la température annuelle moyenne est de 9,7 °C, avec une amplitude thermique annuelle de 16,9 °C. Le cumul annuel moyen de précipitations est de 821 mm, avec 11,9 jours de précipitations en janvier et 9,3 jours en juillet. Pour la période 1991-2020, la température moyenne annuelle observée sur la station météorologique de Météo-France la plus proche, « Lesse_sapc », sur la commune de Lesse à 6 km à vol d'oiseau, est de 10,7 °C et le cumul annuel moyen de précipitations est de 694,0 mm. 
La température maximale relevée sur cette station est de 40 °C, atteinte le 25 juillet 2019 ; la température minimale est de −20,7 °C, atteinte le 20 décembre 2009,,. 
Les paramètres climatiques de la commune ont été estimés pour le milieu du siècle (2041-2070) selon différents scénarios d'émission de gaz à effet de serre à partir des nouvelles projections climatiques de référence DRIAS-2020. Ils sont consultables sur un site spécial publié par Météo-France en novembre 2022.

## Urbanisme

### Typologie
Au 1er janvier 2024, Bréhain est catégorisée commune rurale à habitat dispersé, selon la nouvelle grille communale de densité à sept niveaux définie par l'Insee en 2022.
Elle est située hors unité urbaine et hors attraction des villes,.

### Occupation des sols
L'occupation des sols de la commune, telle qu'elle ressort de la base de données européenne d’occupation biophysique des sols Corine Land Cover (CLC), est marquée par l'importance des territoires agricoles (92,9 % en 2018), une proportion identique à celle de 1990 (92,9 %). La répartition détaillée en 2018 est la suivante : 
terres arables (61,7 %), prairies (31,3 %), zones urbanisées (7,1 %). L'évolution de l’occupation des sols de la commune et de ses infrastructures peut être observée sur les différentes représentations cartographiques du territoire : la carte de Cassini (XVIIIe siècle), la carte d'état-major (1820-1866) et les cartes ou photos aériennes de l'IGN pour la période actuelle (1950 à aujourd'hui).

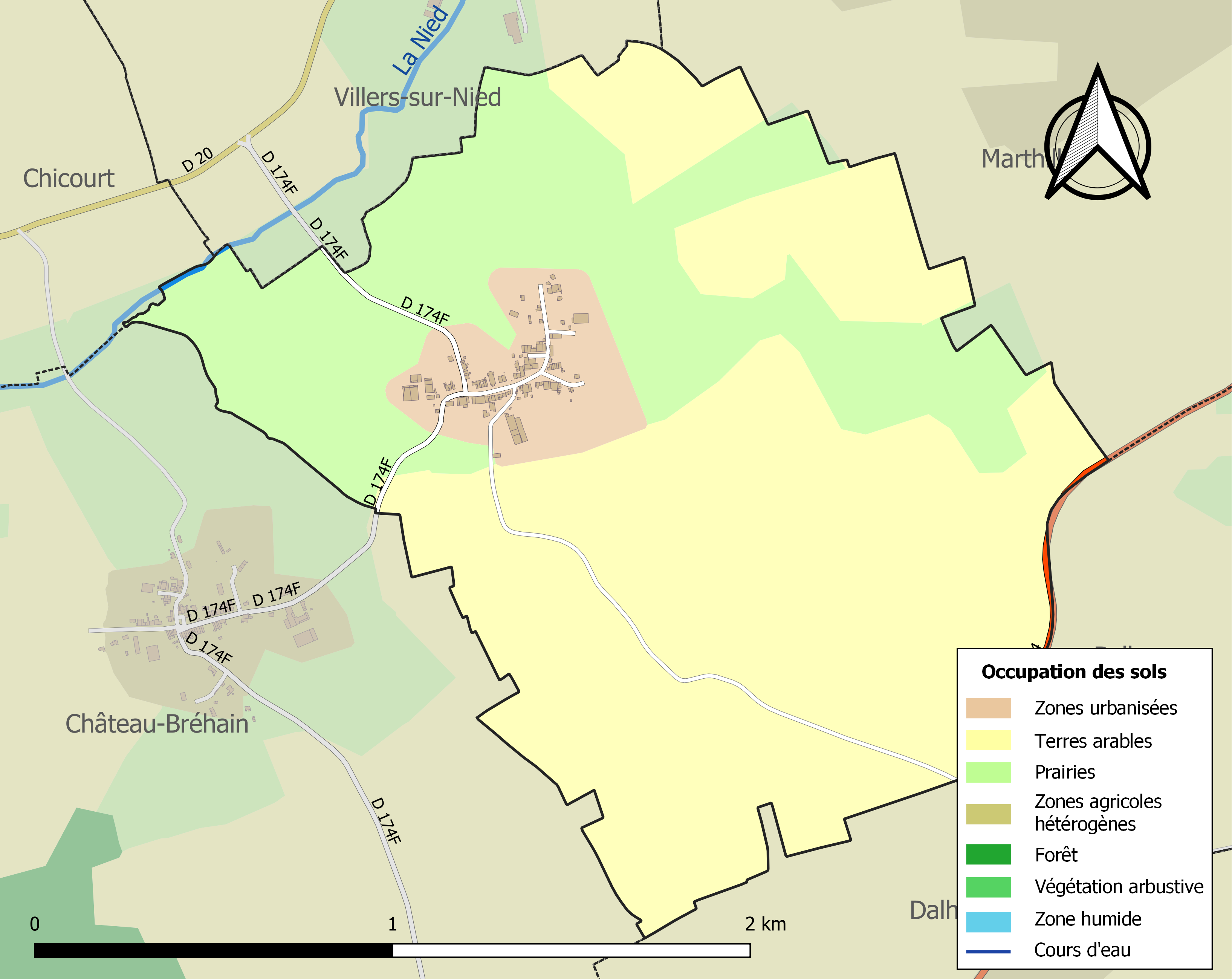
Carte des infrastructures et de l'occupation des sols de la commune en 2018 (CLC).

## Toponymie
Le nom vient du germanique berg (mont) + heim (maison, village).
Dans de nombreux documents et aujourd’hui encore, il existe une confusion entre Bréhain et Bréhain-la-Ville. Cette confusion est entretenue par les similitudes historiques qui existent entre les deux communes : leurs appartenances au Barrois mouvant, au département de la Meurthe jusqu’en 1871 et enfin toutes les deux sont voisines d’une commune se nommant Til (leurs noms évolueront au fil du temps, la première en Marthille et la seconde en Thil).
Le nom du village apparaît des 1330 dans le Pouillé des bénédictins sous la forme Brehem puis Bruchen. Il s'ensuit les formes Bruchheim en 1450 et la forme francisée Brehain en 1607.
En 1894, les Prussiens tentent de le regermaniser en Bruchhein mais ne parviennent à l’imposer qu’en 1915. L’orthographe francisée est rétablie en 1918, mais disparaît à nouveau de juillet 1940 à 1944, lorsque le village est intégré de fait au IIIe Reich.

## Histoire
Les origines du hameau sont liées à celles des deux communes encadrantes, Marthille et Château-Bréhain, toutes deux, étapes sur les chemins saulniers partant du village de Marsal.
Dépendait en 1710 de la prévôté et du bailliage de Pont-à-Mousson, puis à partir de 1751 du bailliage de Château-Salins sous la coutume de Saint-Mihiel.
La maison forte de Cheste (Château-Bréhain) est transformée au XIe siècle en château fort, origine d’une puissance lignée (Bayer de Boppart, de Créhange, Maison de Salm). L’année 1790 marque la fin de la dépendance entre Bréhain et Château-Bréhain. La suite de l’histoire du village est liée à la destinée du duché de Lorraine et de Bar.
1737 : départ du duc François III pour l’Autriche.
1766 : rattachement définitif au royaume de France à la mort de Stanislas Leszczyński. il avait été convenu le 3 octobre 1735, dans un accord appelé « les Préliminaires de Vienne », que Stanislas recevrait en viager les duchés de Lorraine et de Bar qui reviendraient à la France à sa mort.
De 1790 à 2015, Bréhain appartient au canton de Delme.
Grâce à la 35e division de la Troisième Armée Américaine, Bréhain retrouve son identité française le 13 novembre 1944.

## Politique et administration
| Période                                  | Période   | Identité                       | Étiquette | Qualité |
| ---------------------------------------- | --------- | ------------------------------ | --------- | ------- |
| Les données manquantes sont à compléter. |           |                                |           |         |
| mai 1928                                 | nov 1940  | Emile Sarazin                  |           |         |
| déc 1940                                 | sept 1944 | administration Nazie (Dalhain) |           |         |
| nov 1944                                 | nov 1945  | Eugène Clement                 |           |         |
| nov 1945                                 | oct 1952  | Emile Sarazin                  |           |         |
| oct 1952                                 | oct 1965  | Emile Vilmint                  |           |         |
| mars 1965                                | mars 1995 | André Sarazin                  |           |         |
| mars 1995                                | mai 2020  | Roland Butlingaire             |           |         |
| mai 2020                                 | En cours  | Olivier Butlingaire            |           |         |

## Politique
Au premier tour de l'élection présidentielle de 2007, les votants ont accordé 32 % des suffrages à Nicolas Sarkozy ainsi qu’à Jean-Marie Le Pen et 15 % à François Bayrou. Au second tour de cette élection, Nicolas Sarkozy recueillera 67 % des suffrages exprimés.

## Démographie
L'évolution du nombre d'habitants est connue à travers les recensements de la population effectués dans la commune depuis 1793. Pour les communes de moins de 10 000 habitants, une enquête de recensement portant sur toute la population est réalisée tous les cinq ans, les populations de référence des années intermédiaires étant quant à elles estimées par interpolation ou extrapolation. Pour la commune, le premier recensement exhaustif entrant dans le cadre du nouveau dispositif a été réalisé en 2007.

En 2022, la commune comptait 100 habitants, en évolution de −6,54 % par rapport à 2016 (Moselle : +0,52 %, France hors Mayotte : +2,11 %).
| 1793 | 1800 | 1806 | 1821 | 1831 | 1836 | 1841 | 1846 | 1851 |
| ---- | ---- | ---- | ---- | ---- | ---- | ---- | ---- | ---- |
| 206  | 222  | 248  | 262  | 288  | 283  | 290  | 306  | 301  |

| 1856 | 1861 | 1871 | 1875 | 1880 | 1885 | 1890 | 1895 | 1900 |
| ---- | ---- | ---- | ---- | ---- | ---- | ---- | ---- | ---- |
| 293  | 284  | 263  | 247  | 244  | 209  | 193  | 172  | 184  |

| 1905 | 1910 | 1921 | 1926 | 1931 | 1936 | 1946 | 1954 | 1962 |
| ---- | ---- | ---- | ---- | ---- | ---- | ---- | ---- | ---- |
| 190  | 181  | 153  | 157  | 134  | 128  | 112  | 97   | 101  |

| 1968 | 1975 | 1982 | 1990 | 1999 | 2006 | 2007 | 2012 | 2017 |
| ---- | ---- | ---- | ---- | ---- | ---- | ---- | ---- | ---- |
| 101  | 106  | 80   | 72   | 75   | 93   | 95   | 107  | 107  |

| 2022 | - | - | - | - | - | - | - | - |
| ---- | - | - | - | - | - | - | - | - |
| 100  | - | - | - | - | - | - | - | - |

## Culture locale et patrimoine

### Héraldique
| Blason de Bréhain | Blason  | De gueules à la lance d'or en pal mouvant d'une rivière ondée d'argent accostée de deux saumons adossés du même. |
| Blason de Bréhain | Détails | |

### Lieux et monuments

#### Édifices civils
- Restes du château fort à Château-Bréhain.
- Fontaine de dévotion Saint-Wendelin (légende de l'eau miraculeuse).
- Monument ossuaire militaire (combats du 20 août 1914).

#### Édifices religieux
L’église bénédictine érigée au XIe siècle par l'abbaye de Saint-Arnould pour matérialiser le pèlerinage à saint Gengoulf est devenue église paroissiale des cinq villages environnants jusqu’en 1772, date de construction de l’église actuelle. À cette date, les liens avec la commune voisine de Marthille (ex-TIL) sont coupés.
Sur le plan religieux, Bréhain appartient à la communauté catholique Notre-Dame-de-Lourdes intégrée dans un regroupement de 34 paroisses.

## Pour approfondir